# Robert Downey, Sr.
Robert John Downey, Sr. (n. Robert John Elias; 24 iunie 1936 – 7 iulie 2021) a fost un actor, scriitor, regizor și producător de film american și tatăl actorului Robert Downey, Jr.

## Filmografie
- Balls Bluff (1961) (film de scurtmetraj)
- A Touch of Greatness (1964)
- Babo 73 (1964)
- Sweet Smell of Sex (1965)
- Chafed Elbows (1966)
- No More Excuses (1968)
- Putney Swope (1969)
- Pound (1970)
- Is There Sex After Death? (1971) (Actor, Credited as himself), Mockumentary and Mondo film
- Greaser's Palace (1972)
- Sticks and Bones (1973)
- Moment to Moment (retitled Two Tons of Turquoise to Taos Tonight) (1975)
- Up the Academy (1980)
- To Live and Die in L.A. (1985) (actor, credited as Robert Downey)
- America (1986)
- Rented Lips (1988)
- Johnny Be Good (1988) (actor)
- Too Much Sun (1991)
- Hail Caesar (1994) (actor)
- Hugo Pool (1997)
- Boogie Nights (1997) (actor)
- Magnolia (1999) (actor)
- The Family Man (2000) (actor)
- Rittenhouse Square (2005)